# El carrer sense alegria
El carrer sense alegria (alemany: Die freudlose Gasse) és una pel·lícula muda alemanya del 1925 dirigida per Georg Wilhelm Pabst i amb Greta Garbo en el paper principal. És l'adaptació cinematogràfica més famosa d'un treball de Hugo Bettauer. Va ser una de les primeres pel·lícules del moviment
"Nova Objectivitat" (Neue Sachlichkeit), terme encunyat el 1924 per Gustav Hartlaub, director del museu de Manheim, per designar la nova i vigorosa tendència del cinema alemany, de caràcter realista. Els intertítols han estat traduïts al català.

## Argument
L'any 1921 en un carreró anomenat Melchiorgasse a la part pobre de Viena, Àustria, només hi ha dues persones benestants: el carnisser Josef Geiringer i la senyora Greifer, que regenta una botiga de moda i un club nocturn, patrocinada per rics vienesos. Annex a la discoteca hi ha l'hotel Merkl, un prostíbul al qual les dones del club nocturn porten els seus clients. La pel·lícula segueix la vida de dues dones del mateix barri pobre, mentre intenten millorar-se durant el període de la hiperinflació de la postguerra austríaca. Són la Maria, un passejant amb un pare cruel i abusador, i la Grete, que a l'últim moment es salva d'aquest destí.
Per als pobres, la crisi central que comença la pel·lícula és la manca de carn. La família de la Greta està formada per un pare funcionari orgullós i una germana petita que es queixa amargament que ja no pot viure de la sopa de col. La Grete promet carn l'endemà, ja que el carnisser ha anunciat carn argentina congelada al matí. Però mentre es troba a la fila nocturna, Grete es desmaia i perd el seu lloc.
Pel que fa a la Maria, després de ser cridada pel seu pare per no haver-se portat a casa la margarina, escriu al seu amant, l'oficinista de la banca Egon Stirner, i li suplica que se l'emporti, però finalment creu que és infidel i l'acusa falsament de l'assassinat, tot coneixent la veritable identitat de l'assassí, d'haver-ho presenciat ell mateix.
Al final, Else, una dona i mare, que prèviament proporcionava favors sexuals al carnisser per a la carn, mata el carnisser perquè li rebutja més carn. Els pobres del barri, escoltant els sons del club nocturn, es revolten contra els clients llançant pedres. El club nocturn es crema i hi moren Else i el seu marit a l'àtic, però no abans de permetre-los portar el seu nadó amb seguretat als pobres que esperaven. Només la Grete sembla tenir alguna esperança d'abandonar Melchiorgasse, i això a causa de la seva relació amb un oficial de la Creu Roja Americana.

## Repartiment
- Asta Nielsen - Maria Lechner
- Greta Garbo - Grete Rumfort
- Agnes Esterhazy - Regina Rosenow
- Werner Krauss - Metzger von Melchiorstrasse
- Henry Stuart - Egon Stirner
- Einar Hanson - Lt. Davis
- Gregori Chmara - Kellner
- Karl Etlinger - Max Rosenow
- Ilka Grüning - Frau Rosenow
- Jaro Fürth - Conseller Rumfort
- Renate Brausewetter - Frau (sense acreditar)
- Mario Cusmich - Coronel Irving (sense acreditar)
- Maria Forescu - Frau (sense acreditar)
- Robert Garrison - Don Alfonso Canez (sense acreditar)
- Valeska Gert - Frau Greifer (sense acreditar)
- Tamara Geva - Lia Leid (sense acreditar)
- Max Kohlhase – Pare de Maria (sense acreditar)
- Krafft-Raschig – Soldat americà (sense acreditar)
- Lya Mara - Frau (sense acreditar)
- Edna Markstein - Frau Merkel (sense acreditar)
- Alexander Murski - Dr. Leid (sense acreditar)
- Loni Nest - Rosa Rumfort (sense acreditar)
- Iván Petrovich - Man (sense acreditar)
- Raskatoff - Trebitsch (sense acreditar)
- Otto Reinwald - Man (sense acreditar)
- Gräfin Tolstoi - Fräulein Henriette
- Sylvia Torf – Mare de Maria (sense acreditar)
- Hertha von Walther - Else (sense acreditar)

## Versions de la pel·lícula
Poc després de la seva estrena, van circular diferents versions de la pel·lícula a causa de les retallades de censura. El Filmmuseum de Múnic va restaurar la pel·lícula el 1999 a la seva durada original. Una versió digital d'aquesta nova pel·lícula, de 151 minuts de durada, va ser produïda per Austrian Filmarchiv, a partir de la qual està disponible. Hi ha disponible una versió en DVD de la regió 2 amb extres documentals.

## Galeria
Greta Garbo d'Alexander Binder durant el rodatge de Die freudlose Gasse.

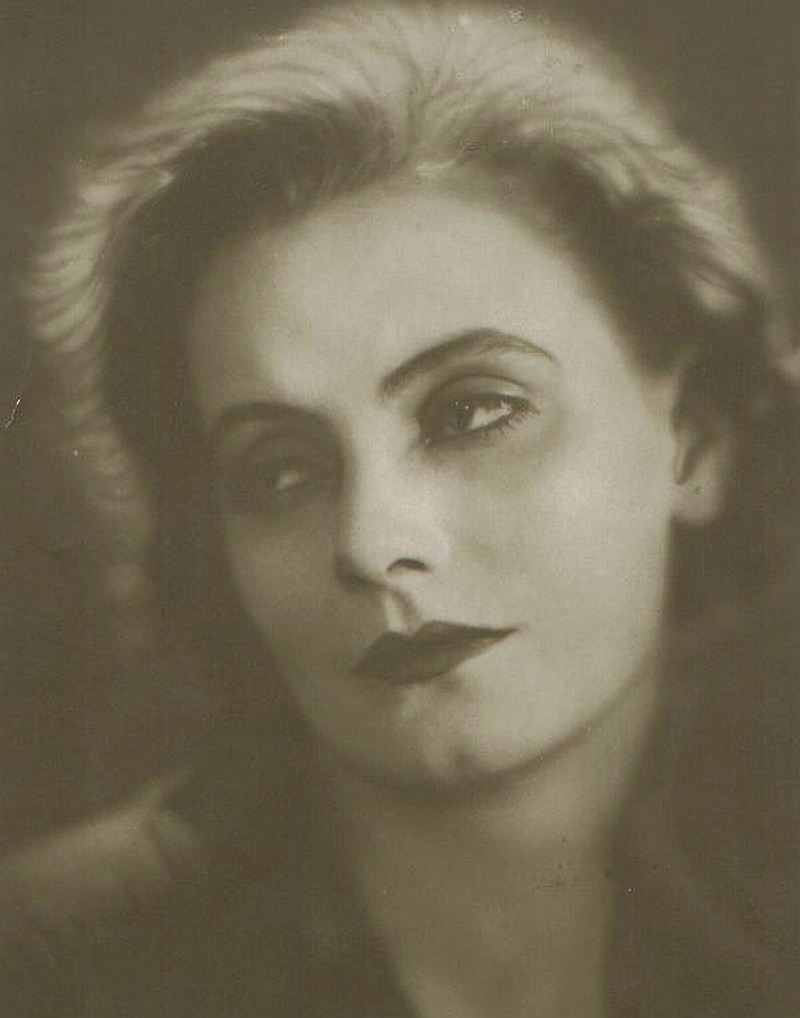
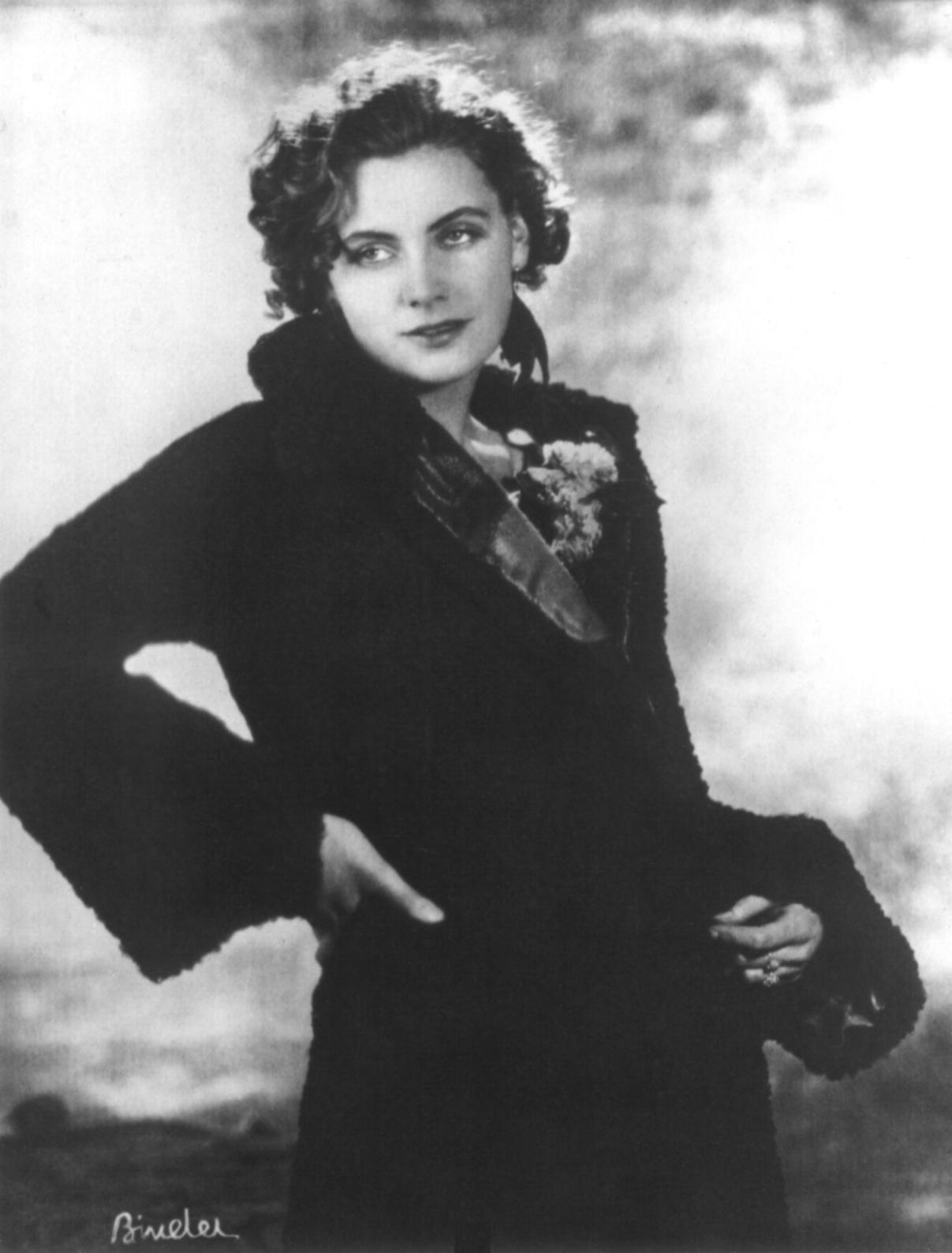
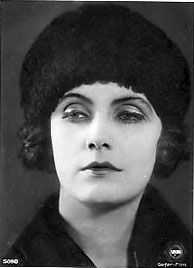
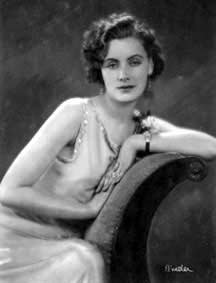
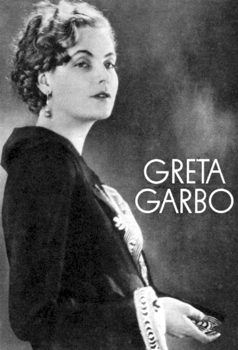
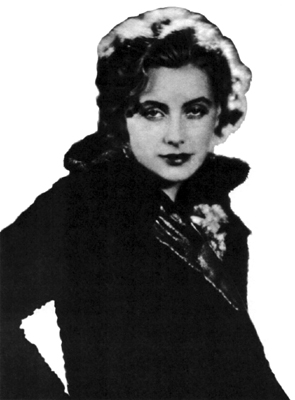
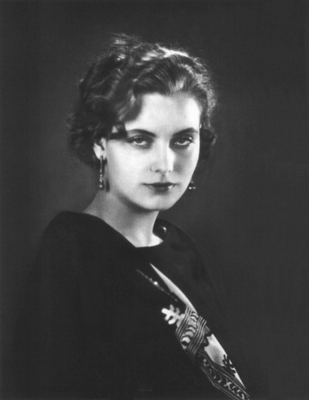
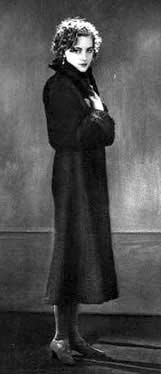